# Damascus Cover
Damascus Cover è un film del 2017 scritto e diretto da Daniel Zelik Berk.
Il film segna l'ultima apparizione cinematografica di John Hurt.

## Trama
La spia israeliana Ari Ben-Sion va in missione sotto copertura in Siria per aiutare una famiglia ebrea a fuggire dal paese. Qui incontra la fotoreporter americana Kim Johnson, con cui si allea.

## Distribuzione
Il film è stato presentato in anteprima mondiale al Boston Film Festival il 23 settembre 2017, prima di essere distribuito nelle sale statunitensi da Vertical Entertainment il 20 luglio 2018.